# (6303) 1989 EL2
(6303) 1989 EL2 (1989 EL2, 1990 RY1) — астероїд головного поясу, відкритий 12 березня 1989 року.
Тіссеранів параметр щодо Юпітера — 3,664.